# 栃木県道154号下高根沢氷室線

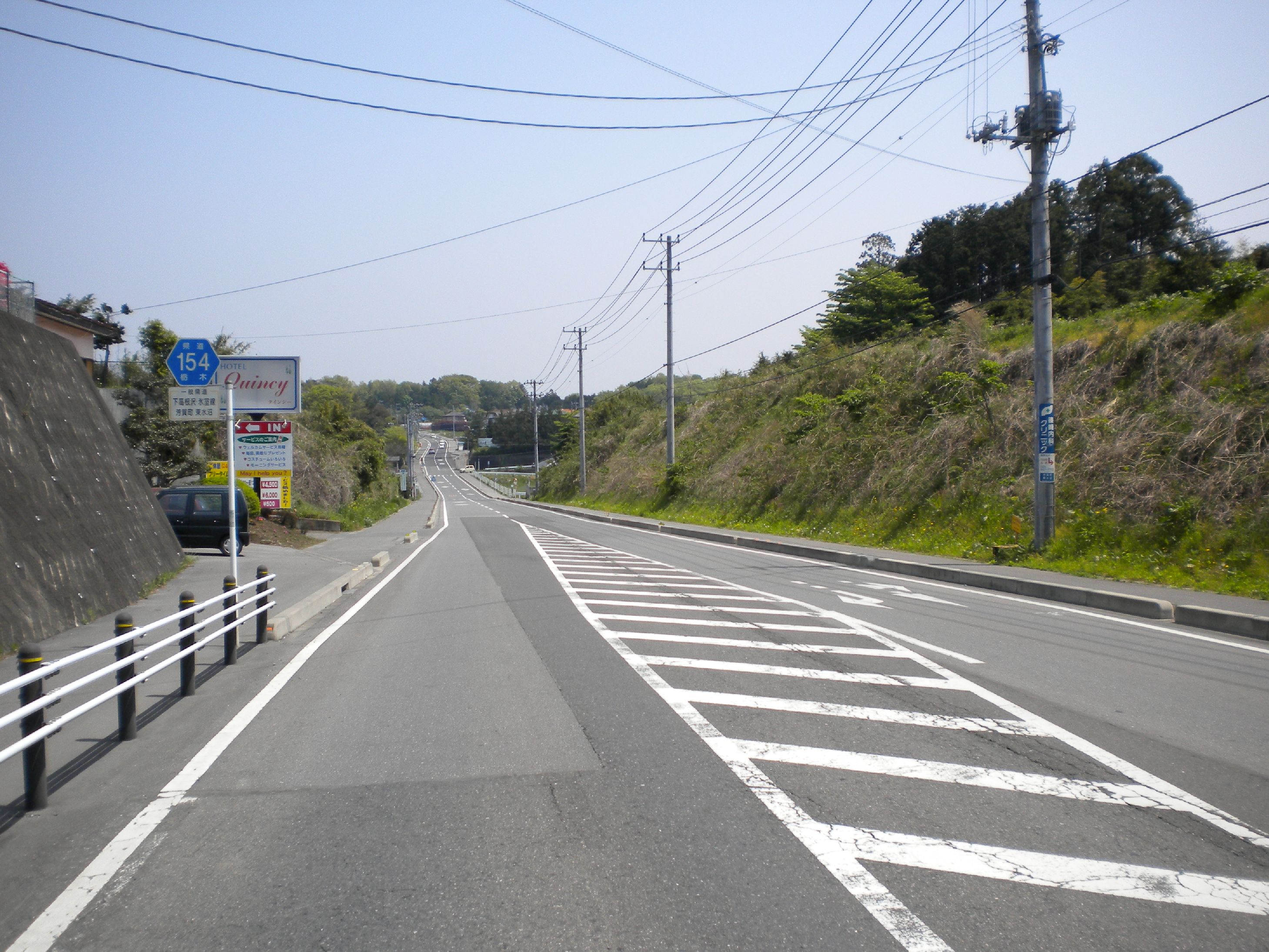
芳賀町東水沼付近

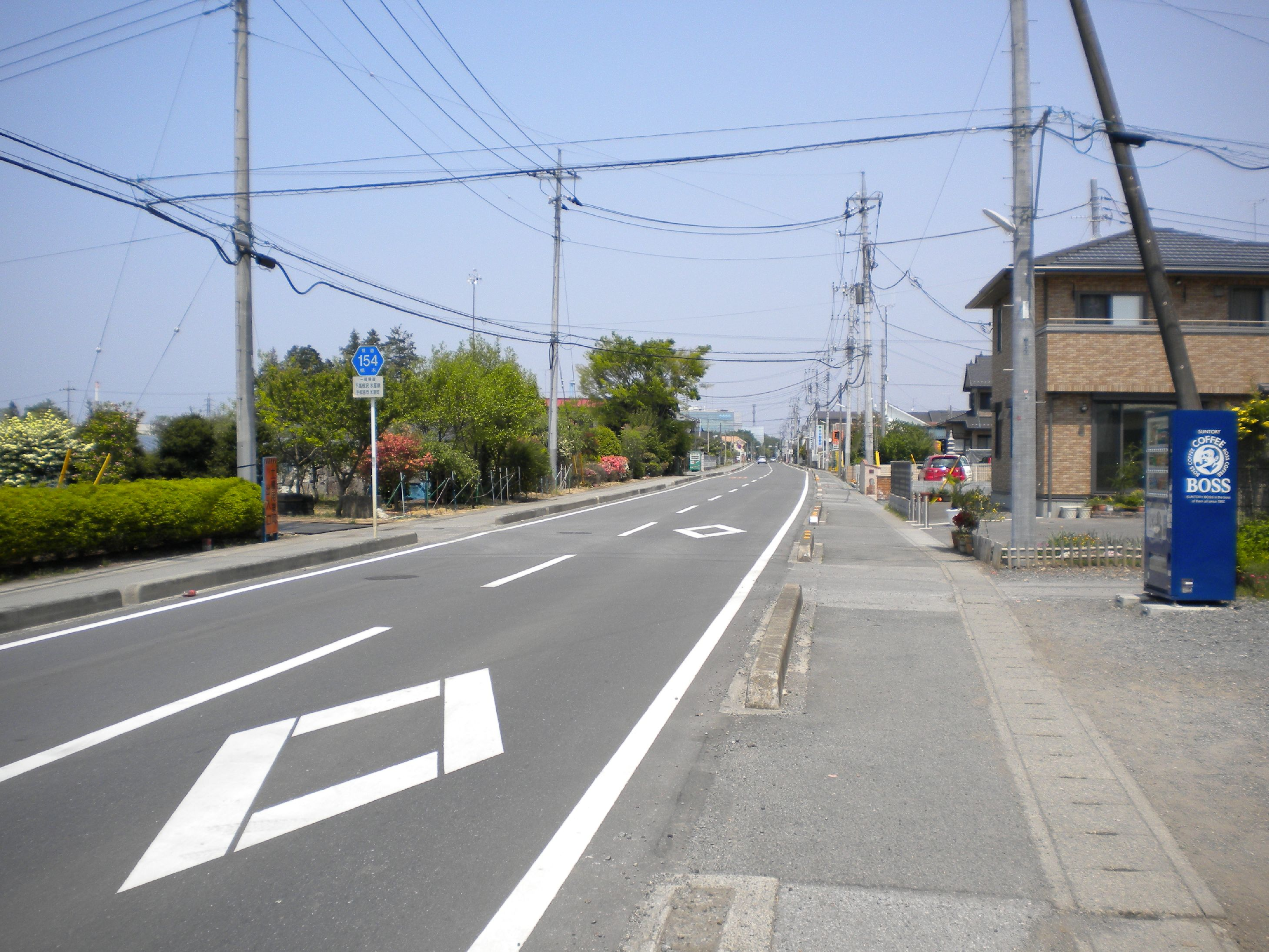
宇都宮市氷室町（終点）付近

栃木県道154号下高根沢氷室線（とちぎけんどう154ごう しもたかねざわひむろせん）は、栃木県芳賀郡芳賀町と宇都宮市を結ぶ一般県道である。

## 概要
芳賀町西部の下高根沢三日市から、芳賀工業団地南部・清原台団地南部および清原工業団地東端を経由し国道123号（水戸街道）に至る道路である。宇都宮市清原台付近で台地を経由しているため、前後の区間において高低差が激しい。起点付近の三日市交差点から三日市台交差点間は、接続する宇都宮茂木線のバイパス開通に伴う旧道部の県道指定解除により追加で本路線に組み込まれた区間である。全線ほとんど片側1車線の計2車線である。周辺に工業団地があり、幾多の有名企業が林立していることから、通勤時間帯には混雑する。
路線名に高根沢の名が入るが、下高根沢は芳賀町内の大字名であり塩谷郡高根沢町は通過していない。

## 東日本大震災における被害
2011年3月11日に発生した東日本大震災では、通過する宇都宮市が震度6強を記録した。
宇都宮市清原台５丁目付近では、崖状になっている法面ブロックが損壊し、地震後から約3カ月にわたり、同付近では全面通行止めとなった。
復旧工事は夏ごろから冬にかけ行われ、2012年2月までは芳賀方面車線を通行止め（片側交互通行）にし、工事が進められていた。

## 路線データ
- 総延長：4.813km
- 起点：栃木県芳賀郡芳賀町大字下高根沢（三日市交差点＝栃木県道69号宇都宮茂木線交点）
- 終点：栃木県宇都宮市氷室町（清原東小前交差点＝国道123号交点）
- 認定：1961年（昭和36年）4月1日

## 通過自治体
- 栃木県
  - 芳賀郡芳賀町 - 宇都宮市

## 沿線施設
- 芳賀工業団地
- 清原工業団地
- 宇都宮市立清原東小学校